# Doberburg
Doberburg (fino al 1937 Dobberbus; in basso sorabo Dobrybus) è una frazione della città tedesca di Lieberose, nel Land del Brandeburgo.

## Storia
Nel 2003 il comune di Doberburg venne soppresso e aggregato alla città di Lieberose.

## Amministrazione
La frazione di Doberburg è amministrata da un "consiglio di frazione" (Ortsbeirat) di 3 membri e da un "presidente di frazione" (Ortsvorsteher).